# Сурья (приток Немды)
Сурья — река в России, протекает в Кировской области. Устье реки находится в 58 км по правому берегу реки Немды. Длина реки составляет 12 км.
Исток реки в 16 км к юго-западу от посёлка Лебяжье. Река течёт на юго-запад, крупных притоков нет, на реке единственный населённый пункт — деревня Тюрики. Впадает в Нёмду южнее деревни Воробьёва Гора на границе с Республикой Марий Эл.

## Данные водного реестра
По данным государственного водного реестра России относится к Камскому бассейновому округу, водохозяйственный участок реки — Вятка от города Котельнич до водомерного поста посёлка городского типа Аркуль, речной подбассейн реки — Вятка. Речной бассейн реки — Кама.
По данным геоинформационной системы водохозяйственного районирования территории РФ, подготовленной Федеральным агентством водных ресурсов:
- Код водного объекта в государственном водном реестре — 10010300412111100037525
- Код по гидрологической изученности (ГИ) — 111103752
- Код бассейна — 10.01.03.004
- Номер тома по ГИ — 11
- Выпуск по ГИ — 1